# Hemerodromia melangyna
Hemerodromia melangyna är en tvåvingeart som beskrevs av Collin 1927. Hemerodromia melangyna ingår i släktet Hemerodromia och familjen dansflugor. Inga underarter finns listade i Catalogue of Life.